# William H. Webster

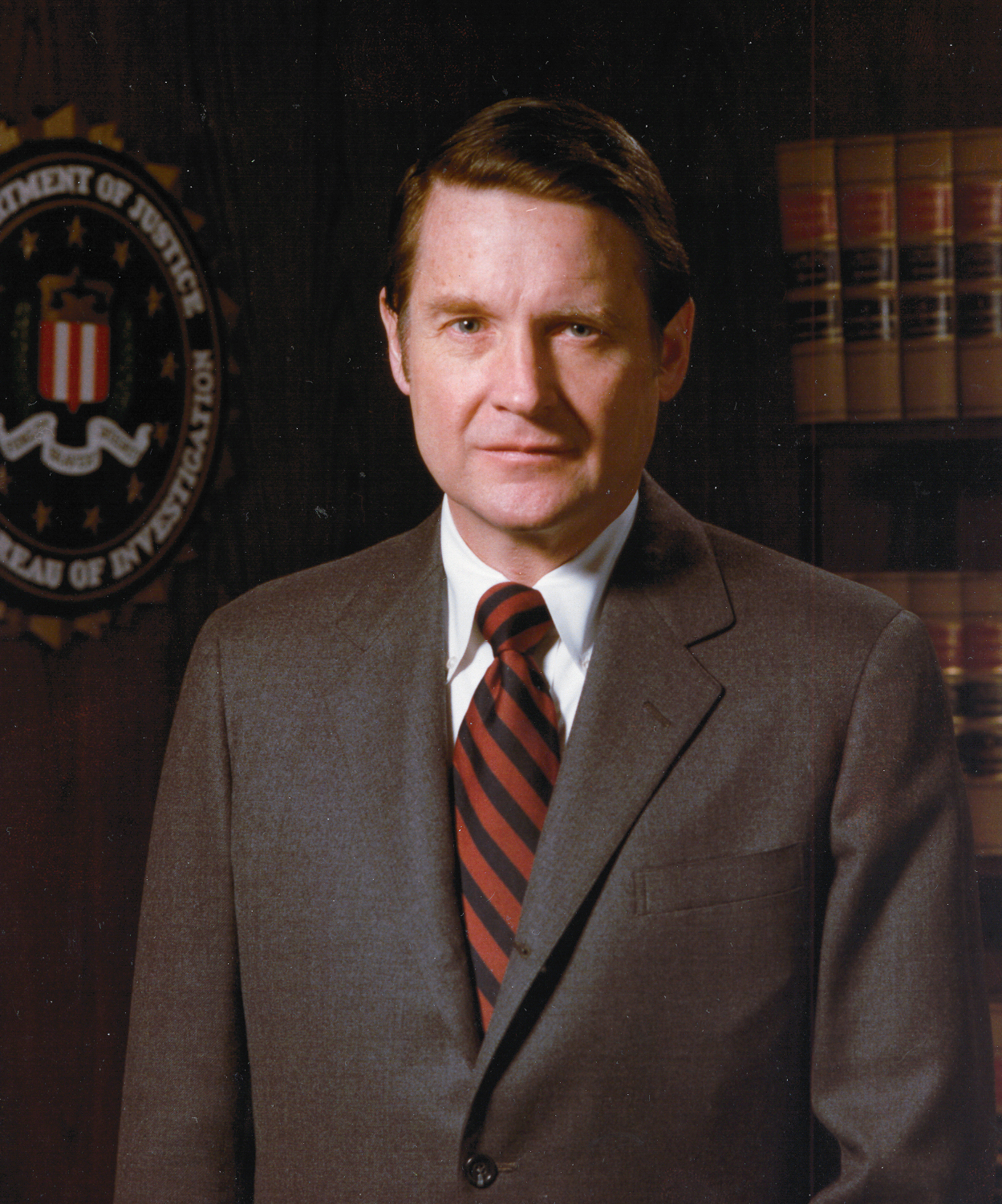
William H. Webster (undatiert)

William Hedgcock Webster (* 6. März 1924 in St. Louis, Missouri; † 8. August 2025 in Warrenton, Virginia) war ein US-amerikanischer Jurist und Regierungsbeamter. Er war von 1978 bis 1987 Direktor des FBI und danach von 1987 bis 1991 Direktor der CIA.

## Leben und Karriere
Nachdem Webster als Leutnant in der United States Navy während des Zweiten Weltkriegs diente, studierte er am Amherst College bis 1947 und an der Washington University Law School bis 1949. Anschließend arbeitete er von 1949 bis 1960 und wieder von 1962 bis 1970 als Anwalt in St. Louis. 1951 und 1952 war der Leutnant wieder im Dienst der US Navy für den Koreakrieg.
Webster war Bundesstaatsanwalt für den östlichen Bezirk von Missouri von 1960 bis 1961. 1970 wurde er zum Bundesrichter für den Östlichen Bezirk von Missouri ernannt; 1973 wurde er als Nachfolger von Marion Charles Matthes zum Richter am Bundesberufungsgericht des achten Gerichtskreises befördert. 1978 trat er von diesem Amt zurück, um Leiter des FBI zu werden.
1987 wechselte er auf den Direktorenposten des amerikanischen Auslandsgeheimdienstes CIA. Dort wurde ihm wegen seiner defensiven Haltung im Kampf um die Geheimhaltung von verdeckten Operationen vor Untersuchungsausschüssen des Kongresses der Rufname „Soft Bill“ (‚sanfter Bill‘) verliehen.
Nach seinem Ausscheiden bei der CIA 1991 war er als Anwalt in Washington, D.C. tätig.
Am  8. August 2025 starb Webster im Alter von 101 Jahren in Warrenton (Virginia).